# Epilobium novae-civitatis
Epilobium novae-civitatis är en dunörtsväxtart som beskrevs av Smejkal. Epilobium novae-civitatis ingår i släktet dunörter, och familjen dunörtsväxter. Inga underarter finns listade i Catalogue of Life.